# Gabon aux Jeux olympiques d'été de 2000
Le Gabon participe aux Jeux olympiques d'été de 2000 à Sydney. Sa délégation est composée de 5 athlètes répartis dans 3 sports et son porte-drapeau est Mélanie Engoang Nguema. Au terme des Olympiades, la nation n'est pas à proprement classée puisqu'elle ne remporte aucune médaille. 

## Nombre d'athlètes qualifiés par sport
Voici la liste des qualifiés et sélectionnés Gabonnais par sport (remplaçants compris) :
| Sport      | Hommes | Femmes | Total |
| ---------- | ------ | ------ | ----- |
| Athlétisme | 1      | 1      | 2     |
| Boxe       | 1      | 0      | 1     |

## Liste des médaillés gabonais
Aucun athlète gabonais ne remporte de médaille durant ces JO.

## Athlétisme

### Hommes
| Athlète           | Épreuve | Séries  | Séries | Quarts de finale | Quarts de finale | Demi-finales | Demi-finales | Finale  | Finale  |
| Athlète           | Épreuve | Temps   | Rang   | Temps            | Rang             | Temps        | Rang         | Temps   | Rang    |
| ----------------- | ------- | ------- | ------ | ---------------- | ---------------- | ------------ | ------------ | ------- | ------- |
| Antoine Boussombo | 100 m   | 10 s 13 | 2e     | 10 s 27          | 6e               | Éliminé      | Éliminé      | Éliminé | Éliminé |
| Antoine Boussombo | 200 m   | 20 s 78 | 3e     | 20 s 71          | 7e               | Eliminé      | Eliminé      | Eliminé | Eliminé |

### Femmes
| Athlète      | Épreuve | Séries  | Séries | Quarts de finale | Quarts de finale | Demi-finales | Demi-finales | Finale | Finale |
| Athlète      | Épreuve | Temps   | Rang   | Temps            | Rang             | Temps        | Rang         | Temps  | Rang   |
| ------------ | ------- | ------- | ------ | ---------------- | ---------------- | ------------ | ------------ | ------ | ------ |
| Anais Oyembo | 100 m   | 12 s 19 | 7e     |                  |                  |              |              |        |        |

## Boxe

### Hommes
| Athlète            | Catégorie    | 16e de finale       | 8e de finale        | Quart de finale     | Demi-finale         | Finale              |
| Athlète            | Catégorie    | Adversaire Résultat | Adversaire Résultat | Adversaire Résultat | Adversaire Résultat | Adversaire Résultat |
| ------------------ | ------------ | ------------------- | ------------------- | ------------------- | ------------------- | ------------------- |
| Stéphane N'Zue Mba | Poids moyens | Défaite Cuba 2-17   | Eliminé             | Eliminé             | Eliminé             | Eliminé             |

### Judo
- Steeve Nguema Ndong
- Mélanie Engoang Nguema